# Cratere Malino
Malino è un cratere sulla superficie di Marte.